# Popillia japonica
Popillia japonica (japansk trädgårdsborre) är en skalbaggsart som beskrevs av Newman 1838. Popillia japonica ingår i släktet Popillia och familjen Rutelidae. Inga underarter finns listade i Catalogue of Life. Denna art är en karantänskadegörare som har potential att orsaka omfattande skadegörelse och alla misstänkta fynd av den ska därför rapporteras till Jordbruksverket.
I Italien och södra Schweiz är arten sedan några år etablerad. Enstaka fynd gjordes 2014 i Westfalen, och 2018 i Bayern och 2024 nära Basel. Skalbaggen skadar ungefär 300 olika växter i trädodlingar, vinodlingar, trädgårdar och stadsparker.

## Bildgalleri

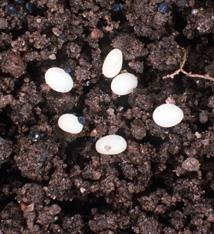
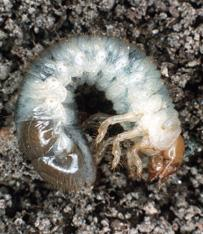
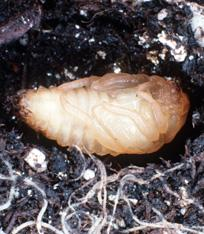
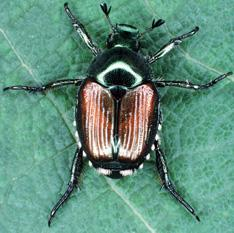
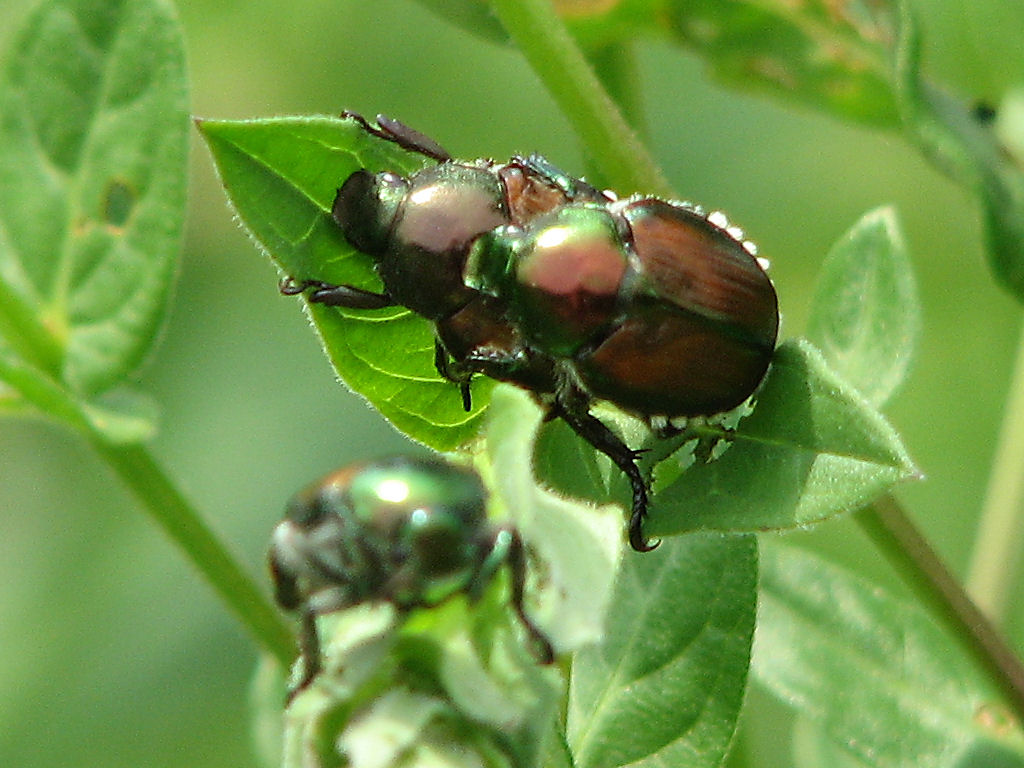
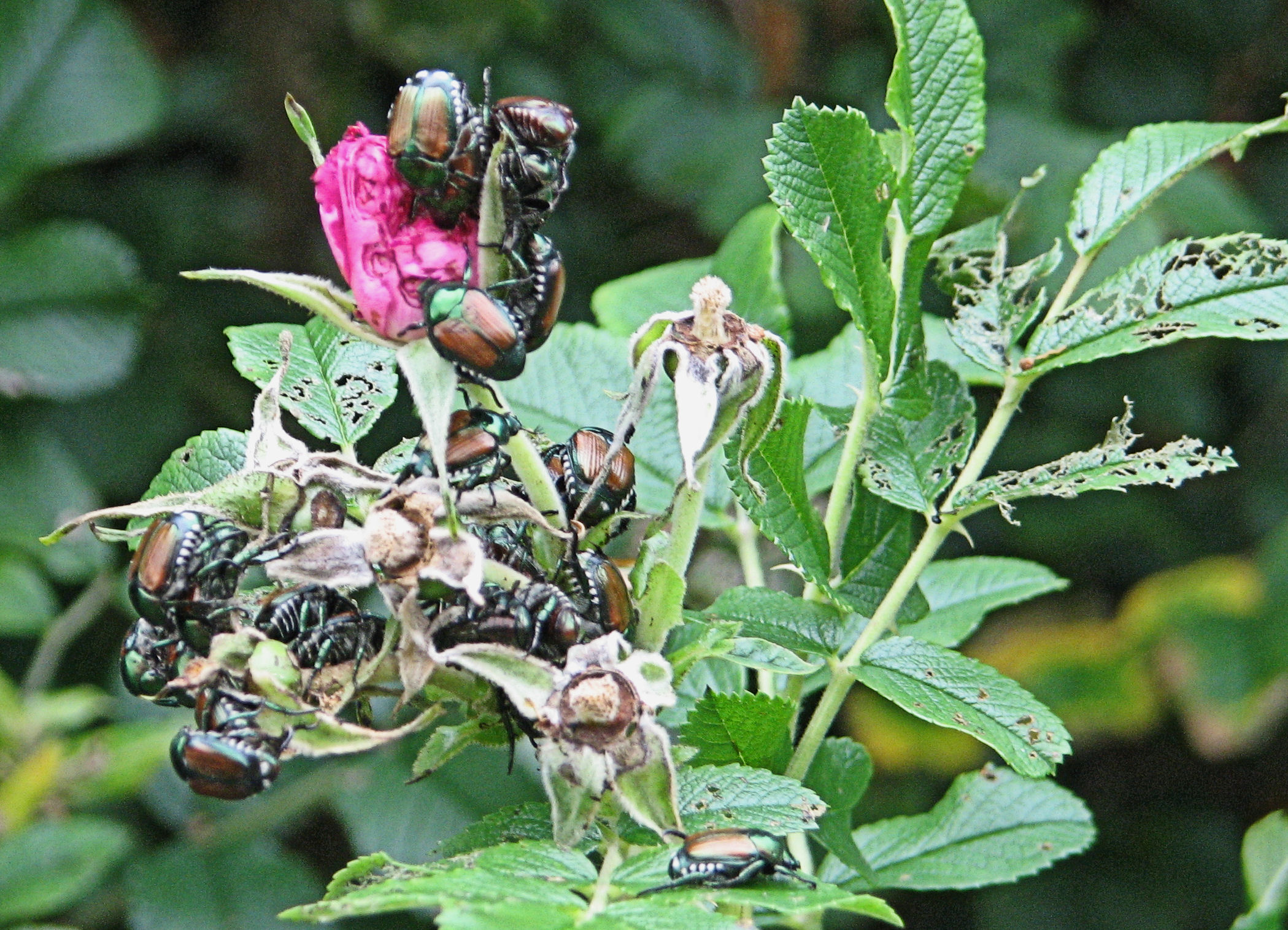